# Герб Тувалу
Герб Тува́лу — офіційний символ держави Тувалу, Океанія.

## Опис
Основу герба Тувалу становить щит з жовтими обрамленнями, прикрашений зображеннями з восьми мушель мітр і восьми листків банана. У центральній частині знаходиться зображення хатини під блакитним небом на землі, покритій зеленню. Під підставою будинку — стилізовані блакитні і золоті океанські хвилі.
Під гербовим щитом розташований національний девіз Тувалу, який одночасно є назвою національного гімну країни: «Tuvalu mo te Atua» (у перекладі з мови Тувалу «Тувалу — за Всемогутнього Бога»).
Герб Тувалу був зображений на національному прапорі країни в 1995-1996 роках.